# Guerra interna del Cártel de Sinaloa
La guerra interna del Cártel de Sinaloa, también llamada Tercer Culiacanazo, es el conflicto armado de índole paramilitar y delictivo en el estado de Sinaloa y otros estados de México entre las principales facciones del Cártel de Sinaloa (Los Chapitos-La Mayiza) y sus respectivos brazos armados, iniciado el 9 de septiembre de 2024 en Culiacán, Sinaloa, extendiéndose posteriormente a otros municipios como Elota, Cosalá y Mazatlán.
Anteriormente a estos sucesos, otros enfrentamientos por parte del crimen organizado se habían dado en repetidas ocasiones, sin embargo, estos enfrentamientos llamados coloquialmente Culiacanazos se limitaron en su duración a un día máximo y fueron operativos militares que desencadenaron actos de violencia tras la captura de miembros claves del grupo delictivo, y reconocida organización terrorista por los Estados Unidos, del Cártel de Sinaloa diferenciándose así del actual conflicto prolongado.

## Antecedentes

### Operación Cisne Negro
El 8 de enero de 2016, el narcotraficante Joaquín «El Chapo» Guzmán Loera y su mano derecha, Orson Iván Gastélum Ávila, fueron capturados en Los Mochis, Sinaloa, por operadores de élite de las Fuerzas Especiales de la Armada de México, derribando a uno de los mayores líderes en el Cártel de Sinaloa y dividiendo a la organización criminal entre varias facciones que luchan por el poder.
Las principales facciones son:
- Los Chapitos, liderados por Ovidio Guzmán López «El Ratón», Iván Archivaldo Guzmán Salazar «El Chapito», Jesús Alfredo Guzmán Salazar «Alfredito» y Joaquín Guzmán López «El Güero Moreno».
- La Mayiza, liderados por Ismael Zambada García «El Mayo».[11][12]

### Inicio del conflicto
El 3 de enero de 2019, Vicente Zambada Niebla, alias «El Vicentillo», hijo de Ismael Zambada, se presentó en la Corte Federal de Brooklyn, en Nueva York, para testificar en contra de Joaquín Guzmán, revelando información sobre las operaciones del cártel y provocando que a «El Chapo» se le dieran más de 30 años de cadena perpetua.

#### Batalla de Culiacán
El 17 de octubre de 2019, uno de los mayores líderes del Cártel de Sinaloa e hijo de Joaquín Guzmán Loera, Ovidio Guzmán López alias «El Ratón», fue fallidamente aprehendido por elementos de las Fuerzas Armadas de México, lo que desencadenó una fuerte ola de violencia en Culiacán, conocida como el «Culiacanazo» o «Jueves Negro».

#### Combates en Baja California y Sonora
En junio de 2021, «Morgan», un operador de La Mayiza, fue asesinado por sicarios de Los Chapitos en el poblado limítrofe de Luis B. Sánchez y Estación Coahuila. Junto al cadáver dejaron una «narcomanta» amenazando a Martín Elenes Araujo, alias «El Ruso», líder de la célula Los Rusos, operador de Ismael Zambada y rival de Los Chapitos, combatiendo contra ellos en Baja California y Sonora. La violencia ha aumentado en estas regiones, principalmente la fronteriza, con Los Chapitos aliándose con Los Salazares para controlar la ruta del fentanilo.

#### Disturbios en Sinaloa de 2023
El 5 de enero de 2023, se llevó a cabo un gran operativo conocido como la «Operación Moongose Azteca» en Culiacán, esto con el fin de recapturar a Ovidio Guzmán, por lo que dicho operativo se había planificado desde finales de 2021 en conjunto con la Secretaría de la Defensa Nacional, la Guardia Nacional, el Centro Nacional de Inteligencia y la Secretaría de Seguridad Pública de Sinaloa.
Después de un breve enfrentamiento con escoltas de Ovidio, este último fue recapturado victoriosamente y trasladado a la Ciudad de México. Durante este proceso, sicarios del Cártel de Sinaloa sitiaron Culiacán y varios otros municipios en Sinaloa, esto para nuevamente presionar al gobierno de liberar a su líder.
Finalmente el 15 de septiembre de 2023, Ovidio fue extraditado a Estados Unidos, luego de haber estado recluido en el Centro Federal de Readaptación Social n.º 1, en el Estado de México.
A pesar del gran operativo contra el Cártel de Sinaloa, Los Chapitos pidieron ayuda a otras facciones como el de La Mayiza, aunque estos últimos decidieron no respaldarlos. Este suceso inició la desconfianza de ambos bandos.

#### Detención de El Mayo
El 25 de julio de 2024, el Departamento de Justicia de Estados Unidos informaría oficialmente la detención de Ismael «El Mayo» Zambada y Joaquín Guzmán López en El Paso, Texas. Tras esto el gobierno mexicano afirmaría que no participó en la detención de «El Mayo».
El 9 de agosto, el embajador de EE. UU. en México, Ken Salazar, informaría que Ismael Zambada fue llevado contra su voluntad a ese país, mientras que Guzmán López se habría entregado de manera voluntaria, esto aumentaría las especulaciones sobre si se trató de una especie de «traición».
Finalmente el 10 de ese mismo mes Ismael Zambada afirmaría en una carta hecha pública por su abogado, Frank Pérez, que fue «emboscado» y «secuestrado» por Guzmán López y entregado a las autoridades de EE. UU. Según la declaración, Ismael fue invitado a una reunión para negociar y resolver las diferencias entre los líderes políticos de Sinaloa, Rubén Rocha Moya, gobernador de Sinaloa, y Héctor Melesio Cuén Ojeda, líder del Partido Sinaloense. Sin embargo al llegar fue agredido, atado, esposado y llevado en una camioneta, donde fue conducido hasta una pista de aterrizaje donde lo obligaron a subir a un avión hacia Santa Teresa, Nuevo México, ahí fue detenido por autoridades estadounidenses, junto con Guzmán López.
Estos sucesos recrudecerían las disputas entre las facciones de Los Chapitos y La Mayiza, por el control del Cártel de Sinaloa.

#### Supuesta captura de Iván Archivaldo
El día 29 de agosto de 2024 ocurrirían nuevamente la quema de vehículos masiva y narcobloqueos, luego de que se reportara la supuesta captura de Iván Archivaldo Guzmán Salazar en Culiacán.
Sin embargo, autoridades como la Secretaría de Seguridad Pública de Sinaloa, la Secretaría de la Defensa Nacional y el propio gobernador del estado, desmentirían los rumores de dicha captura y afirmarían que se trató de un operativo de seguridad. Mencionando que durante dicho operativo, elementos de seguridad ingresaron al poblado de Paredones, donde fueron emboscados por civiles armados.
Los combates se esparcirían por comunidades a lo largo del municipio, Jesús María, El Limón de los Ramos, Peñasco y Paredones, estos escalarían a narcobloqueos y quema de vehículos por varios accesos a la ciudad, obligando al gobierno estatal a hacer un llamado a la ciudadanía de que se mantenga en calma.
Durante esto, varios medios compartieron videos donde se observan a elementos federales en la zona de los enfrentamientos, presuntamente buscando detener a Jorge Humberto Figueroa, alias «El Perris», jefe de seguridad de Los Chapitos y acusado de haber amarrado a Ismael Zambada antes de ser llevado a los Estados Unidos. Otras versiones decían que se buscaba capturar a «El 24», un integrante de Los Chimales, que trabaja para la familia Guzmán. Sin embargo estas versiones no fueron confirmadas por las autoridades.
Al día siguiente y previo a la guerra interna del 9 de septiembre, la violencia habría disminuido en la ciudad, manteniendo a ligeras escaramuzas entre las fuerzas de seguridad y el crimen organizado.
El 3 de septiembre, elementos de la MARINA detuvieron a 3 presuntos criminales, uno de ellos herido, quienes habrían participado en un enfrentamiento entre facciones en la comunidad de La Rastra, municipio de Rosario, Sinaloa. En el lugar también se incautó un arsenal de 5 cinco armas largas, 65 cargadores y siete chalecos tácticos.
El 8 de septiembre, la Guardia Nacional y elementos de la SEDENA, aseguraron un vehículo blindado conocido coloquialmente como «monstruo» del Cártel de Sinaloa, precisamente de la facción de Los Chapitos.

#### Asesinatos previos
Dos meses antes de la captura de Zambada, el 30 de mayo, Eliseo Imperial Castro «El Cheyo Ántrax», sobrino de «El Mayo», fue atacado a balazos mientras circulaba en su camioneta por la carretera federal 15 al sur de Culiacán. El 15 de agosto, ya con Zambada detenido, fue asesinado Juan Carlos «G» alias «El Vampi», hombre cercano a la familia Zambada y quién incluso apareció en una icónica fotografía con varios de sus hijos.
Tres días después, fue localizado sin vida el cuerpo de Martín García Corrales 'El Tano' en el municipio de Elota, al sur de Sinaloa. El Tano se desempeñaba como fiel colaborador de Zambada y fue señalado por la DEA como uno de los responsables de traficar e importar fentanilo hacia Estados Unidos.
El 25 de julio, fue asesinado Héctor Melesio Cuén Ojeda, la versión de la fiscalía estatal es que falleció tras un ataque de balas en el poblado de La Presita, al norte de Culiacán.Sin embargo, Ismael "El Mayo" Zambada García desde una prisión americana publicó una carta en donde afirma que Cuén Ojeda fue citado junto con él en el mismo lugar y que al mismo tiempo que sucedió el plagio a su persona sucedió su ejecución.

## Desarrollo
El 9 de septiembre de 2024, se desataron enfrentamientos violentos en Culiacán, específicamente en La Campiña y la sindicatura de Costa Rica, entre diversas facciones y sus aliados. Ante la creciente tensión, intervinieron las fuerzas del Ejército Mexicano, la Guardia Nacional, así como la Policía Estatal y Municipal para controlar la situación.
Durante las operaciones de seguridad, las autoridades aseguraron un total de 21 camionetas civiles blindadas y 23 armas de fuego, junto con otro equipo táctico en Costa Rica. Al mediodía, un grupo de sicarios abordó temporalmente un transporte público, advirtiendo a los pasajeros y al conductor sobre la inminente ola de violencia.
Además, se documentaron convoyes de ambas facciones en movimiento hacia la capital estatal, lo que generó preocupación en la comunidad. En respuesta a esta situación de inseguridad, la Secretaría de Educación Pública y Cultura, junto con la Universidad Autónoma de Sinaloa y el Tecnológico Nacional de México, decidieron suspender las clases en los sectores afectados.
El gobierno nacional se negó en varias ocasiones a darle importancia a los acontecimientos de la ciudad y el estado afirmando que no era algo serio y que la población no debía verse afectada, ignorando que la población llevaba una semana sin poder salir de sus casas y continuar sus actividades debido al miedo y la incertidumbre y en reiteradas ocasiones el gobierno estatal afirmó que era seguro salir y continuar con las actividades de forma normal pese a la constante suspensión del transporte público debido a la violencia, al final el gobierno estatal cedió a cancelar clases en los municipios afectados y cancelar las celebraciones del Grito de Independencia en al menos 8 municipios: Ahome, Angostura, Concordia, Elota, San Ignacio, Mocorito, Salvador Alvarado y Navolato, debido a los hechos violentos. Sin embargo, pese a cancelaciones de actividades escolares y de las celebraciones del Grito de Independencia el 16 de septiembre en la mañana se llevó de igual manera a cabo el desfile militar en el centro de la ciudad con poca asistencia del público. Pese a esto se cuestiona la intención y el interés del gobierno tanto a nivel nacional como estatal de ponerle un alto a los hechos violentos, enjuiciar a los culpables y tranquilizar a la población de manera creíble.
El presidente López Obrador hizo un llamado a los grupos delictivos a actuar con responsabilidad y cesar hostilidades mutuas. De forma similar el comandante de la tercera Región Militar, el general Jesús Leana Ojeda aseguró que la seguridad del estado no dependía del ejército sino de que estos grupos antagónicos dejaran de confrontarse. En adición a esto el presidente López Obrador acusó que la cobertura de los hechos violentos en Sinaloa era magnificada por medios opositores como campaña de desprestigio contra su gobierno.
Semanas después pese a que la ola de violencia persistía el gobierno llamó a reaunudar las clases en todos los niveles y en todo el estado. Esto fue recibido con críticas y desacuerdo de la sociedad civil y padres de familia que insistieron en que no había condiciones de seguridad para ello provocando altos niveles de ausentismo.
En respuesta al ausentismo en las escuelas, la titular de Sepyc en Sinaloa, Catalina Esparza, en un recorrido por escuelas públicas transmitido en vivo en su cuenta de Facebook minimizó la existencia de hechos violentos en el estado asegurando que ella no veía el peligro al estar en una escuela pública, la cual se encontraba vacía, siendo este vídeo altamente criticado y acusado de hostigamiento.
Otra clase de eventos públicos fueron también suspendidos, pese a que las clases continuaban, como la celebración del aniversario 493 de Culiacán el 29 de septiembre y el concierto de Luis Miguel en el estado.
En respuesta a la continua violencia que mantenía paralizado al estado se convocó una marcha pacífica y encuentro ciudadano llamado «Culichis por la paz» el 29 de septiembre similar a la realizada tras el primer Culiacanazo. Ese mismo día, son emboscados un grupo de militares que atendieron a un llamado de emergencia en la localidad de Barras de Piaxtla, municipio de San Ignacio, dejando como saldo al cabo segundo Gabriel Alberto Cruz Santiago y un agresor muertos, y más de cinco militares fueron heridos.
Tras la ola de violencia continua la Unión de Comerciantes de Culiacán estimó perdidas económicas que superaban los 800 millones de pesos.
La ola de violencia provocó también el desplazamiento de personas residentes de localidades y pueblos más pequeños como el caso de El Palmito en el municipio de Concordia que se convirtió temporalmente en un pueblo fantasma, sin embargo, los habitantes finalmente regresaron aunque siguieron reportando fallas en los servicios.
A partir del 29 de septiembre comenzaron a reportarse saqueos en las tiendas del centro de la ciudad.
La presidenta Claudia Sheinbaum desplegó una fuerza de tarea integrada por soldados del Ejército Mexicano, miembros de la Guardia Nacional y agentes del Centro Nacional de Inteligencia para combatir la creciente violencia. El 2 de octubre, reemplazó a Jesús Leana Ojeda por Guillermo Briseño Lobera como comandante de la Tercera Región Militar.
El 17 de octubre, en Culiacán, se produjeron disparos en el exterior de la sede del periódico El Debate, cuando un individuo descendió de un vehículo y abrió fuego con un arma larga. Dos días después, un repartidor en motocicleta que transportaba ediciones impresas del periódico fue emboscado y secuestrado por asaltantes armados.
El 21 de octubre, las fuerzas mexicanas se involucraron en uno de los enfrentamientos más letales de la década, que resultó en la muerte de 19 miembros del cártel y la captura de «El Max», un miembro de alto rango de La Mayiza. Al día siguiente, una narcomanta de Los Chapitos apareció en Culiacán, dirigida a Ismael Zambada Sicairos, líder de la facción La Mayiza. La pancarta amenazaba con entregar a Zambada a las autoridades estadounidenses y se burlaba de él por la operación militar que condujo a la captura de «El Max», afirmando que el apoyo del gobierno estaba de su lado. En respuesta, La Mayiza distribuyó panfletos por todo Culiacán, estableciendo una línea directa para que los ciudadanos denunciaran la corrupción que involucraba al gobernador de Sinaloa, Rubén Rocha Moya. El 26 de octubre, se encontró una hielera decorada con moños y dibujos de pizzas que contenía una cabeza decapitada, presuntamente de un miembro de Los Chapitos, junto con un mensaje dirigido al grupo.
El 28 de octubre, una avioneta, supuestamente vinculada a la facción Los Chapitos, lanzó cuatro bombas sobre Vascogil, Durango, un bastión de la Organización Cabrera Sarabia, aliada de La Mayiza.
El 7 de abril de 2025, durante la madrugada civiles armados irrumpieron en el centro de rehabilitación Shaddai, en la colonia San Miguel en Culiacán, donde se llevaron a cabo una masacre indiscriminada que dejó un saldo de 9 muertos así como el secuestro del dueño de dicho centro de rehabilitación.
Durante los días 6 y 7 de mayo de 2025 la guerra volvió a recrudecer al reportarse bloqueos y nuevos enfrentamientos armados en Culiacán, Navolato, Pericos y Mocorito seguido por el supuesto despliegue de un operativo en respuesta.
El lunes 5 de mayo de 2025 en el municipio de Badiraguato dos niñas perdieron la vida al verse en medio de fuego cruzado en un enfrentamiento entre narcoterroristas con fuerzas del ejército